# Marcellina von Kuenburg
Marcellina Georgine Henriette Anna Gräfin von Kuenburg (* 19. Januar 1883 in Dresden; † 19. August 1973 in München) war eine deutsche Psychologin, Kinder- und Jugendtherapeutin und Heilpraktikerin. Sie entstammte der mährischen Linie derer von Kuenburg.

## Leben und Wirken
Von Kuenburg wuchs wohlbehütet auf, umsorgt von Gouvernanten und Privaterziehern. Ihr Vater, Franz Seraphin Graf von Kuenburg, verwaltete die umfangreichen Familiengüter in Mähren und in Niederösterreich. Die Mutter, Henriette Gräfin von Kuenburg, geb. Scherr, zeichnete für die Führung des herrschaftlichen Hauses verantwortlich. Im Alter von 18 Jahren konvertierte die junge Gräfin vom evangel.-luth. Glauben zum röm.-kath. Glauben. Im Alter von 30 Jahren entschied sich von Kuenburg ihrem Dasein als Höhere Tochter ein Ende zu setzen. Sie holte als Externe in Wien das Abitur nach und studierte dann Psychologie und Philosophie in Wien und München. 1920 promovierte sie bei Karl Bühler mit einer seinerzeit typischen experimentellen Untersuchung. Ihr Titel lautet: Über Abstraktionsfähigkeit und die Entstehung von Relation beim vorschulpflichtigen Kind. Experimentelle Versuche machte die Promovendin u. a. auch mit der erst 4 Jahre alten Tochter ihres Doktorvaters. Obwohl die Gräfin in ihrer Dissertation selbst Testverfahren durchführte, blieb sie zeitlebens doch sehr skeptisch gegenüber sogenannten „Testologen“. Insbesondere kritisierte sie die quantitativen Methoden zur Prüfung der Intelligenz, wie sie seinerzeit bei der Ausbildung der Hilfsschullehrer gelehrt wurden:

„Dem Heilpädagogen, meint sie, nütze es wenig zu wissen, „welchen Grad“ des Schwachsinnes ein Kind habe, ob es als eine 2/3 oder 3/4 Intelligenz gelte. Es gebe auch viele kindliche Defekte ohne eigentliche intellektuelle Störungen; die Schreiblesestörungen z. B. könnten sehr verschiedenartige innerpsychische Ursachen haben. Bei der Kombination mehrerer Ausfälle würden die üblichen Meßmethoden (Binet-Simon, Bobertag, Chotzen, Rossolimo, Ziehen) auch nicht zum Ziel führen. Die Einwände richten sich nicht gegen die wissenschaftlich erarbeiteten Testaufgaben… Energisch verwahrte sich v. Kuenburg dagegen, dass man im Hilfsschulkind nur die „herabgesetzte Intelligenz“ sehe und im Hilfsschulbogen nur Angaben über leichten, mittleren und schweren Schwachsinn mache, „als gäbe es außer dem krankhaften Schwachsinn keine … geistig Vernachlässigten, dabei aber intellektuell Gesunde, keine wegen Schwäche und körperlicher Krankheit Zurückgebliebenen“, keine Fälle von Teilleistungsstörungen, keine Neurosen.“

Folgend arbeitete die Gräfin in München als Fachpsychologin in privater Praxis sowie im Versorgungskrankenhaus für hirnverletzte Kriegsbeschädigte, dann ab 1924 als Kinder- und Jugendlichenpsychologin sowie Sprachtherapeutin an der Münchner Heckscher-Nervenheil- und Forschungsanstalt, kurz Heckscherklinik genannt. Bis ins hohe Alter war sie dort tätig. Erst 1966 ging sie in den Ruhestand. Von 1923 bis 1944 war sie Mitherausgeberin und im Redaktionskreis der seinerzeit hochanerkannten Zeitschrift für Kinderforschung.
Während der Nazi-Diktatur hielt sich von Kuenberg sehr zurück. Sie trat nicht der Partei bei, weder irgendeiner nationalsozialistischen Gliederung, trotz massiver Versuche der Gauleitung München-Oberbayern sie für die nationalsozialistische Ideologie zu gewinnen. 1939 hatte die von Kuenburg einen Antrag zur berufmäßigen Ausübung der Heilkunde an die Gauleitung der NSDAP, München 2 Prannerstrasse 20 gestellt, der genehmigt wurde, zumal gegen sie in politischer Hinsicht nicht Nachteiliges vorlag.
In ihren Veröffentlichungen und vielfältigen Vorträgen betonte von Kuenburg immer wieder, dass die nervenschwachen und behinderten Kinder und Jugendlichen nicht nur den Mediziner und Psychiatern überlassen werden sollten. Nur das Zusammenwirken von Medizin, Psychologie und Pädagogik sichern den heilpädagogischen Erfolg.
Die Gräfin lebte sehr zurückgezogen, verkehrte nur in der „feinen Gesellschaft“, beispielsweise im Hause von Alfred Pringsheim und Thomas Mann.
Für ihr soziales Engagement und ihre wissenschaftlichen Verdienste erhielt sie 1969 den Bayerischen Verdienstorden.
Die Gräfin wurde in Payerbach beigesetzt.

## Werke (Auswahl)
- Abstraktionsfähigkeit und die Entstehung von Relationen beim vorschulpflichtigen Kinde, München 1920
- Über methodische Untersuchungen angeborener und erworbener psychischer Defekte im Hinblick auf den Hilfsschulbogen, in: Erwin Lesch (Hrsg.): Bericht über den zweiten Kongress für Heilpädagogik in München, Berlin 1925, S. 111 ff.
- Über die Schwierigkeit seelischer Vorgänge und über Ausschlußgesetze im Seelischen, in: Erwin Lesch (Hrsg.): Bericht über den fünften Kongress für Heilpädagogik in Köln, München 1931, S. 120 ff.
- Künstlicher Sprachaufbau und Sprechmelodie. Zur Pathologie der Sprachentwicklung, in: Monatsschrift Psychiatrischer Neurologie (98) 1938, S. 168 ff.

## Weblink
- http://archiv-heilpaedagogik.de/down/Medien/Kurzbiographien-Berger/von%20Kuenburg,%20Graefin,%20Marcellina.pdf

| Personendaten    | Personendaten                                                                |
| ---------------- | ---------------------------------------------------------------------------- |
| NAME             | Kuenburg, Marcellina von                                                     |
| ALTERNATIVNAMEN  | Kuenburg, Marcellina Georgine Henriette Anna Gräfin von (vollständiger Name) |
| KURZBESCHREIBUNG | deutsche Psychologin, Kinder- und Jugendtherapeutin und Heilpraktikerin      |
| GEBURTSDATUM     | 19. Januar 1883                                                              |
| GEBURTSORT       | Dresden                                                                      |
| STERBEDATUM      | 19. August 1973                                                              |
| STERBEORT        | München                                                                      |